# Birgit Speh
Birgit Else Marie Speh (25 de novembro de 1949) é uma matemática estadunidense
Speh obteve em 1977 um doutorado no Instituto de Tecnologia de Massachusetts, orientada por Bertram Kostant, com a tese Some Results on Principal Series of GL(n,R)). É professora na Universidade Cornell.
Foi palestrante convidada do Congresso Internacional de Matemáticos em Madrid (2006: Representation theory and the cohomology of arithmetic groups). Em 2012 foi eleita fellow da American Mathematical Society.

## Obras
- com David Vogan: Reducibility of generalized principal series representations, Acta Math., Volume 45, 1980
- The unitary dual of Gl(3,R) and Gl(4,R), Mathematische Annalen, Volume 258, 1981/82, p. 113–133
- Degenerate series representations of the universal covering group of SU (2,2), J. Funct. Anal., Volume 33, 1979, p. 95–118
- Unitary representations of Gl(n,R) with nontrivial (g,K)-cohomology, Invent. Math., Volume 71, 1983, p. 443–465